# Rinka-vízesés
A Rinka-vízesés Solčava település közelében fekszik, Szlovéniában. Ez a forrása a Savinja folyónak. A vízesés természetvédelmi terület. A Rinka-vízesés az egyik legszebb és legismertebb vízesés Szlovéniában, amely népszerű úti cél a turisták körében. A 20 darab vízesésből álló vízeséslánc, amely 105 méteres tengerszintcsökkenést ér el, legmagasabbika a Rinka, 90 méteres magasságból zuhan alá, amellyel a legmagasabb vízesés a Logar-völgyben. A vízesés és környéke egész évben látogatható. Telente népszerű a jégmászók körében. A vízesést legjobban a Kamniško sedlo felől lehet megfigyelni.

## Fordítás
Ez a szócikk részben vagy egészben  a   Rinka című angol Wikipédia-szócikk ezen változatának fordításán alapul.  Az eredeti cikk szerkesztőit annak laptörténete sorolja fel. Ez a jelzés csupán a megfogalmazás eredetét és a szerzői jogokat jelzi, nem szolgál a cikkben szereplő információk forrásmegjelöléseként.